# L'Encantada (Alcarràs)
L'Encantada és una serra al municipi d'Alcarràs a la comarca del Segrià, amb una elevació màxima de 204 metres.